# Aaron Gray
Aaron Michael Gray (Tarzana, California, 7 de diciembre de 1984) es un exjugador de baloncesto estadounidense disputó 7 temporadas en la NBA. Mide 2,13 metros, y jugaba de pívot. 

## Trayectoria deportiva

### Instituto y Universidad
Gray jugó primeramente en el Emmaus High School, en Pensilvania.
Cuando terminó el instituto se convirtió en un recruit de los Universidad de Pittsburgh, escogiendo esta universidad por encima de otras como Penn State o Rutgers. Jugó durante 4 temporadas con los Panthers, y si bien en las dos primeras contó poco para su entrenador, jugando apenas 8 minutos por partido. En las dos últimas demostró que podía ser un gran jugador profesional en el futuro, con promedios de 13,5 puntos, 10 rebotes y 1,6 tapones por partido. Fue elegido All-American por Associated Press y ayudó a su equipo a meterse en sweet sixteen del torneo de la NCAA de 2007.

### Profesional
Fue elegido en el puesto 49 de la segunda ronda del Draft de la NBA de 2007 por Chicago Bulls, equipo por el que firmó en el mes de julio. Gray debutó en la NBA el 2 de noviembre, contra Philadelphia 76ers. Su mejor partido fue contra los Toronto Raptors el 16 de abril, cuando firmó unos números de 19 puntos, 22 rebotes y 2 asistencias en 35 minutos de juego. Jugó poco a lo largo de la temporada, pero demostró ser un buen jugador de banquillo.
Algo similar ocurrió en su segunda temporada en la liga, aunque llegó a ser titular durante bastantes partidos, con buenas actuaciones como la producida el día 26 de diciembre ante los Miami Heat, donde consiguió 12 puntos, 11 rebotes y 1 asistencia en 25 minutos en cancha. Sin embargo la mejora en el juego de Joakim Noah y la llegada al equipo de Brad Miller hicieron que Aaron quedara fuera de las rotaciones y jugara tan solo puntualmente.
El 25 de enero de 2010 fue traspasado a New Orleans Hornets a cambio de Devin Brown.
El 11 de diciembre de 2011, Gray firmó como agente libre con Toronto Raptors.
El 8 de diciembre de 2013, Gray, Rudy Gay y Quincy Acy fueron enviados a los Sacramento Kings, recibiendo los Raptors a cambio a Chuck Hayes, Greivis Vásquez, Patrick Patterson y John Salmons.
El 7 de julio de 2014 firmó un contrato multianual con los Detroit Pistons, pero los médicos le encontraron un coágulo de sangre en el corazón que le obligó finalmente a retirarse. Se unió posteriormente al equipo de Stan Van Gundy como asistente.

### Entrenador
Entre 2015 y 2018 fue entrenador asistente en los Detroit Pistons.

## Estadísticas de su carrera en la NBA

#### Temporada regular
| Año     | Equipo      | PJ  | PT | MPP  | %TC  | %3P  | %TL  | RPP | APP | ROB | TPP | PPP |
| ------- | ----------- | --- | -- | ---- | ---- | ---- | ---- | --- | --- | --- | --- | --- |
| 2007–08 | Chicago     | 61  | 1  | 10.0 | .505 | .000 | .566 | 2.8 | .7  | .3  | .3  | 4.3 |
| 2008–09 | Chicago     | 56  | 18 | 12.8 | .485 | .000 | .576 | 3.9 | .8  | .2  | .3  | 3.5 |
| 2009–10 | Chicago     | 8   | 0  | 6.3  | .381 | .000 | .286 | 2.0 | .3  | .0  | .0  | 2.3 |
| 2009–10 | New Orleans | 24  | 0  | 10.9 | .557 | .000 | .857 | 3.8 | .8  | .4  | .5  | 3.6 |
| 2010-11 | New Orleans | 41  | 6  | 13.0 | .566 | .000 | .500 | 4.2 | .4  | .3  | .3  | 3.1 |
| 2011-12 | Toronto     | 49  | 40 | 16.6 | .516 | .000 | .532 | 5.7 | .6  | .4  | .4  | 3.9 |
| 2012-13 | Toronto     | 42  | 16 | 12.2 | .533 | .000 | .523 | 3.2 | .8  | .2  | .1  | 2.8 |
| 2013-14 | Toronto     | 4   | 0  | 5.0  | .667 | .000 | .500 | 2.0 | .8  | 0   | 0   | 1.3 |
| 2013-14 | Sacramento  | 33  | 6  | 10.2 | .431 | .000 | .556 | 3.1 | .6  | .3  | .2  | 1.8 |
| Total   |             | 318 | 87 | 12.1 | .509 | .000 | .562 | 3.7 | .7  | .3  | .3  | 3.4 |

### Playoffs
| Año   | Equipo      | PJ | PT | MPP  | %TC  | %3P  | %TL  | RPP | APP | ROB | TPP | PPP |
| ----- | ----------- | -- | -- | ---- | ---- | ---- | ---- | --- | --- | --- | --- | --- |
| 2009  | Chicago     | 2  | 0  | 4.5  | .000 | .000 | .000 | .5  | .0  | .0  | .0  | .0  |
| 2011  | New Orleans | 6  | 0  | 14.5 | .692 | .000 | .375 | 3.5 | .3  | .3  | .3  | 3.5 |
| Total | Total       | 8  | 0  | 12.0 | .600 | .000 | .375 | 2.8 | .3  | .3  | .3  | 2.6 |